# Yangdup Lama
Yangdup Lama es un barman, propietario de un bar, empresario, autor y mixólogo indio. Es conocido por ser uno de los mejores mixólogos de la India.
Lama ha aparecido en la lista Bar World 100 de las personas más influyentes en la industria mundial de bebidas 2020 de la revista internacional de bebidas, siendo el primer indio en aparecer en esta lista. Esto sigue a la hazaña de que su bar Sidecar ganara un codiciado lugar como mejor bar de la India en 2021 y los premios Asia's 50 Best Bars 2020 y 2021 y el premio conjunto Nikka Highest Climber.

## Primeros años de vida
Lama es el segundo hijo de lKamala Lama (Sherpa) y  Late Namgal Lama (Yonzon) en la aldea de Gayabari cerca de Kurseong en el distrito montañoso de Darjeeling en la parte noreste de la India. Completó la Certificación de Escuela Secundaria (Clase 10) de Victoria Boys’ School, Kuseong y la Certificación de Escuela Superior (Clase 12) de la Escuela Pública del Ejército Bengdubi.
Lama se mudó a Calcuta en 1992 para estudiar Gestión Hotelera en IAM Kolkata, después de finalizar lo cual se mudó a Delhi en 1995.

## Carrera

### Sidecar
Lama es copropietario del mejor bar de cócteles de la India, Sidecar (el segundo bar de Lama) en Greater Kailash, Nueva Delhi, en 2018. Sidecar continúa ganando prominencia en el mapa de cócteles asiáticos y en 2021 es nombrado Nikka Highest Climber conjunto después de ascender veinticuatro lugares en la lista de los 50 mejores bares de Asia desde 2020, el número 16 en Asia y el 4 en el mundo.
En 2020, William Reed Group clasificó a Sidecar entre los 50 mejores bares de Asia, lo que lo convierte en el único bar de la India que figura en la lista.

### Cócteles y sueños/Thirsty Three Hospitality
Después de trabajar en Hyatt durante cuatro años y medio, Yangdup fundó una empresa de servicios de bar móvil llamada Cocktails & Dreams y, en septiembre de 2003, Cocktails & Dreams/Thirsty Three Hospitality, una empresa de servicios de bar y consultoría de bebidas. Posteriormente abrió un bar comercial llamado Cocktails & Dreams, Speakeasy en Gurugram (Gurgaun) y también una escuela de formación de bares y gestión de bebidas con el nombre Cocktail and Dreams Beverage Studio en Delhi.

### Salón Polo, Hyatt Regency Delhi
Lama se unió al Hyatt Regency Delhi como camarero de alimentos y bebidas en el año 1995, donde trabajó como barman y en el prestigioso bar Polo Lounge del hotel.

## Premios y reconocimientos
- Sidecar: el mejor bar de la India en 2021 [12]
- Sidecar 2021: el mejor escalador de Joint Nikka tras ascender 24 puestos en la lista de los 50 mejores bares de Asia desde 2020. [12]
- SIdecar: los 50 mejores bares de Asia en 2020 [6]
- Revista Drinks International: lista 2020: las 100 personas más influyentes en la industria de bebidas a nivel mundial [13]
- Bartender indio del año 1999
- Premio 30 menores de 30 de Asia y el Pacífico de 1997. [14] [15] [16] [17]
- Agregado de la India por Tales of the Cocktail New Orleans para los años 2017-18
- Embajador del whisky americano en la India 2017 por el Distilled Spirits Council de los Estados Unidos . (DISCUS) [7] [18] [19] [20] [21]